# Stazione di Camerino San Domenico
La stazione di Camerino San Domenico è stata una stazione ferroviaria a servizio del comune di Camerino. Era posta sulla linea Castelraimondo-Camerino.

## Storia
Fu inaugurata l'11 aprile 1906 assieme alla ferrovia Castelraimondo-Camerino. Fu chiusa l'8 aprile 1956 insieme alla linea.

## Strutture e impianti
Il fabbricato viaggiatori era l'ex chiesa di San Domenico di Camerino, che fungeva anche da deposito. La stazione, passante, consentiva alla linea di proseguire in modalità tranviaria fino al centro della cittadina.